# Wijken en buurten in Oosterhout
De Nederlandse gemeente Oosterhout is voor statistische doeleinden onderverdeeld in wijken en buurten. De gemeente is verdeeld in de volgende statistische wijken:
- Wijk 00 Oosterhout-Centrum (CBS-wijkcode:082600)
- Wijk 01 Slotjes (CBS-wijkcode:082601)
- Wijk 02 West (CBS-wijkcode:082602)
- Wijk 03 Strijen (CBS-wijkcode:082603)
- Wijk 04 Leijsenakkers (CBS-wijkcode:082604)
- Wijk 05 Oosterheide (CBS-wijkcode:082605)
- Wijk 06 Dommelbergen (CBS-wijkcode:082606)
- Wijk 07 Vrachelen (CBS-wijkcode:082607)
- Wijk 08 Industrieterrein Zuid (CBS-wijkcode:082608)
- Wijk 09 Industrieterrein Noord (CBS-wijkcode:082609)
- Wijk 10 Buitengebied Oosterhout (CBS-wijkcode:082610)
- Wijk 11 Den Hout (CBS-wijkcode:082611)
- Wijk 12 Oosteind (CBS-wijkcode:082612)
- Wijk 13 Dorst (CBS-wijkcode:082613)

Een statistische wijk kan bestaan uit meerdere buurten. Onderstaande tabel geeft de buurtindeling met kentallen volgens het Centraal Bureau voor de Statistiek (2008):
| CBS-buurtcode | Buurtnaam                       | Inwonertal | Opp. totaal (ha) | Opp. land (ha) | Ligging                |
| ------------- | ------------------------------- | ---------- | ---------------- | -------------- | ---------------------- |
| BU08260000    | Centrum                         | 5030       | 94               | 94             | Locatie in de gemeente |
| BU08260100    | Slotjes-Oost                    | 1340       | 75               | 74             | Locatie in de gemeente |
| BU08260101    | Slotjes-Midden                  | 3990       | 74               | 72             | Locatie in de gemeente |
| BU08260102    | Slotjes-West                    | 2180       | 63               | 58             | Locatie in de gemeente |
| BU08260200    | Oud-West                        | 1350       | 50               | 47             | Locatie in de gemeente |
| BU08260201    | Kanaleneiland                   | 690        | 44               | 33             | Locatie in de gemeente |
| BU08260300    | Vogelbuurt                      | 2120       | 47               | 47             | Locatie in de gemeente |
| BU08260301    | Kastelenbuurt                   | 1560       | 32               | 32             | Locatie in de gemeente |
| BU08260400    | Leijsenakkers                   | 880        | 85               | 85             | Locatie in de gemeente |
| BU08260401    | Molenbuurt                      | 620        | 27               | 27             | Locatie in de gemeente |
| BU08260500    | Bloemenbuurt                    | 1760       | 68               | 65             | Locatie in de gemeente |
| BU08260501    | Schrijversbuurt                 | 1810       | 34               | 34             | Locatie in de gemeente |
| BU08260502    | Natuurkundigenbuurt             | 1910       | 41               | 41             | Locatie in de gemeente |
| BU08260503    | Componistenbuurt                | 1730       | 34               | 34             | Locatie in de gemeente |
| BU08260504    | De Warande                      | 510        | 76               | 72             | Locatie in de gemeente |
| BU08260505    | Paterserf                       | 920        | 32               | 31             | Locatie in de gemeente |
| BU08260600    | Kruidenbuurt                    | 1910       | 45               | 45             | Locatie in de gemeente |
| BU08260601    | Sterrenbuurt                    | 1550       | 29               | 29             | Locatie in de gemeente |
| BU08260602    | Donkenbuurt                     | 1430       | 24               | 24             | Locatie in de gemeente |
| BU08260603    | Larenbuurt                      | 1300       | 22               | 22             | Locatie in de gemeente |
| BU08260604    | Beemdenbuurt                    | 2180       | 49               | 48             | Locatie in de gemeente |
| BU08260605    | Schildersbuurt                  | 2720       | 52               | 52             | Locatie in de gemeente |
| BU08260606    | Dammenbuurt                     | 1440       | 27               | 27             | Locatie in de gemeente |
| BU08260607    | Staatsliedenbuurt               | 2080       | 39               | 39             | Locatie in de gemeente |
| BU08260700    | Vrachelen-Zuidoost              | 1120       | 48               | 40             | Locatie in de gemeente |
| BU08260701    | Vrachelen-Noord                 | 2500       | 77               | 72             | Locatie in de gemeente |
| BU08260702    | Vrachelen-Zuidwest              | 1770       | 78               | 74             | Locatie in de gemeente |
| BU08260800    | Industrieterrein Vijf Eiken     | 130        | 195              | 192            | Locatie in de gemeente |
| BU08260801    | Industrieterrein Heikant        | 0          | 54               | 52             | Locatie in de gemeente |
| BU08260900    | Industrieterrein Statendam      | 50         | 94               | 85             | Locatie in de gemeente |
| BU08260901    | Industrieterrein Weststad-Zuid  | 0          | 187              | 167            | Locatie in de gemeente |
| BU08260902    | Industrieterrein Weststad-Noord | 0          | 188              | 180            | Locatie in de gemeente |
| BU08261000    | Oranjepolder                    | 0          | 296              | 287            | Locatie in de gemeente |
| BU08261001    | Bosgebied-Oosterhout            | 260        | 693              | 659            | Locatie in de gemeente |
| BU08261100    | Den Hout                        | 970        | 129              | 129            | Locatie in de gemeente |
| BU08261109    | Buitengebied Den Hout           | 210        | 733              | 726            | Locatie in de gemeente |
| BU08261200    | Oosteind                        | 1020       | 144              | 144            | Locatie in de gemeente |
| BU08261208    | Buitengebied-Oosteind-Zuid      | 210        | 474              | 471            | Locatie in de gemeente |
| BU08261209    | Willemspolder                   | 100        | 970              | 965            | Locatie in de gemeente |
| BU08261300    | Dorst                           | 1980       | 80               | 80             | Locatie in de gemeente |
| BU08261307    | Buitengebied Dorst-Zuid         | 230        | 306              | 306            | Locatie in de gemeente |
| BU08261308    | Bosgebied Dorst                 | 110        | 826              | 817            | Locatie in de gemeente |
| BU08261309    | Steenoven                       | 100        | 579              | 577            | Locatie in de gemeente |